# ニワトリはハダシだ
『ニワトリはハダシだ』は2004年に公開された日本映画で、森﨑東の監督作品である。

## あらすじ
舞鶴に住む養護学校中学部3年生の勇（サム）は重度の知的障害をもちながらも意外な記憶力を持つ。在日朝鮮人のハハは潜水夫のチチとサムの教育方針をめぐって対立し、現在は小学生の妹・千春（チャル）を連れて別居中である。そんなある日、サムとチャルが暴力団に拉致されてしまう。養護学校でサムを担任する直子がサムたちの行方を追う。
　この映画の撮影は、舞鶴引揚記念館でクランクイン。ほかにも水協食堂や、舞鶴警察署東庁舎など、舞鶴全体が舞台となっている。

## スタッフ
- 監督：森﨑東
- 脚本：近藤昭二、森﨑東
- 企画・製作：若杉正明
- プロデューサー：榎望
- 製作統括：榎戸耕史
- 助監督：武正晴、中村有孝、小林聖太郎、梅本竜矢
- 撮影：浜田毅
- 照明：長田達也
- 録音：武進
- 美術：磯見俊裕
- 装飾：龍田哲児
- スクリプター：櫻木光子
- メイク：青木映子
- 協力プロデューサー：吉村誠
- ラインプロデューサー：氏家英樹
- 音楽プロデューサー：佐々木次彦
- 音楽：宇崎竜童
- 製作総指揮：志摩敏樹

## キャスト
- 肘井美佳（桜井直子）
- 石橋蓮司（桜井直道）
- 余貴美子（桜井貴美）
- 原田芳雄（チチこと大浜守）
- 倍賞美津子（ハハこと金子澄子）
- 浜上竜也（大浜勇・サム）
- 守山玲愛（チャルこと金子千春）
- 加瀬亮（立花薫）
- 李麗仙（金順礼）
- 岸部一徳（灰原喜重郎）
- 塩見三省（丹波二郎）
- 笑福亭松之助（重山登）
- 柄本明（朽木泰三）
- 河原さぶ（染川隆二）
- 不破万作（亀岡正平）
- 三林京子（灰原千代）
- 露の五郎（池谷栄二郎）
- 眞島秀和（警官）

## 受賞歴
- 第17回東京国際映画祭 - 芸術貢献賞
- 第29回報知映画賞 - 助演男優賞（原田芳雄）
- 第19回高崎映画祭 - 新人男優賞（浜上竜也）
- 第26回ヨコハマ映画祭 - 助演男優賞（柄本明）